# Achim Overbeck
Achim Overbeck (* 16. Juni 1983 in Braunschweig) ist ein deutscher Wildwasser-Kanute vom PSV Braunschweig.

## Biographie
Achim Overbeck gehörte von 2002 bis 2004 zu einer Sportfördergruppe der Bundeswehr. Neben seiner Karriere als Profi studierte er seit 2004 Bioingenieurwesen an der TU Braunschweig. 2010 schrieb er seine Diplomarbeit und ist mittlerweile wissenschaftlicher Mitarbeiter am Institut für Partikeltechnik der TU Braunschweig.
Seine Schwester Alke ist ebenfalls eine international erfolgreiche Wildwasserkanutin.

## Erfolge
Overbeck wurde 2009 Europameister mit der Mannschaft im Einer-Kajak. Bei der EM 2007 hatte er zusammen mit Max Hoff und Stephan Stiefenhöfer den zweiten Platz belegt. Bei seiner Teilnahme an der Weltmeisterschaft 2004 kam er auf einen 4. Platz im Teamwettbewerb.
Sein erster Erfolg auf internationaler Ebene war Mannschaftsgold bei der Junioren-Weltmeisterschaft 2000 sowie bei der Junioren-EM 2001 (Classic und Team). Bei der Weltmeisterschaft 2010 in Sort (Spanien) gewann er sowohl in der Einzel- als auch in der Teamwertung Silber. In der Saison 2011 gewann er auf den Europameisterschaften im serbischen Krakjevo sowohl im Classic- als auch im Sprintteam die Bronzemedaille.
Auf nationaler Ebene wurde 2003 und 2007 DM-Zweiter mit der Mannschaft sowie dreifacher Deutscher Juniorenmeister.